# (400381) 2007 YB24
(400381) 2007 YB24 es un asteroide perteneciente al cinturón de asteroides descubierto el 17 de diciembre de 2007 por el equipo del Mount Lemmon Survey desde el Observatorio del Monte Lemmon, Arizona, Estados Unidos.

## Designación y nombre
Designado provisionalmente como 2007 YB24.

## Características orbitales
2007 YB24 está situado a una distancia media del Sol de 2,592 ua, pudiendo alejarse hasta 2,951 ua y acercarse hasta 2,232 ua. Su excentricidad es 0,138 y la inclinación orbital 12,80 grados. Emplea 1524,43 días en completar una órbita alrededor del Sol.

## Características físicas
La magnitud absoluta de 2007 YB24 es 16,5. 